# Andreu Monsó Nogués
Andreu Monsó Nogués (Carlet, 1903 - 1962) fou un eclesiàstic i escriptor valencià. Ordenat sacerdot el 1928, va ser vicari de Torís del 1931 al 1941, rector en diverses localitats de la diòcesi valentina, com Lludient, Torre-xiva i Albalat dels Tarongers, on va descobrir i investigar algunes estacions arqueològiques, i arxiver de la parròquia de Sant Esteve de València. Formà part de la secció de Toponímia i Paleotoponímia del Centre de Cultura Valenciana com a director corresponent des de la creació d'aquesta el 1943. Va ser també cronista oficial de Carlet, i autor d'obres hagiogràfiques sobre fills d'aquesta població.

## Obres
- Vida de la venerable Luisa Zaragozá, 1927
- Notas arqueológico-prehistóricas del agro saguntino, 1946
- El Mijares y el Mijaerense, Anales del Centro de Cultura Valenciana, XII (1951)
- Sang a la Ribera: sants Bernat, Maria i Gràcia, Editorial Torre, València, 1959